# Coniogramme japonica
Coniogramme japonica là một loài thực vật có mạch trong họ Adiantaceae. Loài này được (Thunb.) Diels miêu tả khoa học đầu tiên năm 1899.